# Guillermo Rodríguez (giocatore di calcio a 5)
Guillermo Rodríguez Páez, detto Pico (10 gennaio 1973), è un ex giocatore di calcio a 5 e giocatore di beach soccer uruguaiano.

## Carriera
Rodríguez ha disputato, con la nazionale maschile di calcio a 5 dell'Uruguay, il FIFA Futsal World Championship 1996 in cui la selezione sudamericana è stata eliminata nel girone del secondo turno comprendente Brasile, Ucraina e Paesi Bassi. Successivamente, ha giocato con la nazionale di beach soccer con cui ha vinto la medaglia di bronzo alla Coppa del Mondo del 2007.